# Super Bowl XXXI
Super Bowl XXXI var den 31:a upplagan av Super Bowl, finalmatchen i amerikansk fotbolls högsta liga, National Football League, för säsongen 1996. Matchen spelades den 26 januari 1997 mellan New England Patriots och Green Bay Packers, och vanns av Green Bay Packers. De kvalificerade sig genom att vinna slutspelet i konferenserna American Football Conference respektive National Football Conference. Värd för Super Bowl XXXI var Louisiana Superdome i New Orleans i Louisiana.